# Ma tu mi vuoi bene?
Ma tu mi vuoi bene? è una miniserie televisiva italiana del 1992, con Johnny Dorelli e Monica Vitti alla sua ultima interpretazione. Due anni più tardi è stato prodotto il seguito della serie: Sì, ti voglio bene.
La miniserie si ispira al pamphlet Serena Cruz o la vera giustizia di Natalia Ginzburg.

## Trama
Una bambina nativa dell'Estremo Oriente viene adottata da una coppia di sposi italiani senza figli. 
Molto presi dal proprio lavoro, però, i due capiscono ben presto di non essere in grado di potersi occupare al meglio della piccola e decidono quindi a malincuore di restituirla alle autorità. A prendersi cura di lei interverranno perciò l'assistente sociale Anna ed il giudice dei minori Enrico.